# سه‌شنبه‌ها با موری (فیلم)
سه‌شنبه‌ها با موری (انگلیسی: Tuesdays with Morrie) فیلمی تلویزیونی محصول سال ۱۹۹۹ و اقتباسی از کتابی به همین نام است و داستان استاد دانشگاهی به نام موری شوارتز را بیان می‌کند که در آخرین روزهای عمر خود با دانشجوی سابق خود، میچ آلبوم در خصوص تفکرات، تجربیات و زندگی اش صحبت می‌کند.